# 이강식 (성우)
이강식(李康植, 1937년 9월 24일 ~ 2015년 7월 6일)은 대한민국의 성우였다.

## 활동

### 영화 / 외화
- 강시 숙숙 (MBC) - 대사
- 공작왕 (KBS) - 공작의 스승(고웅)
- 군림천하 (SBS) 시리즈물 - 묘흔 아버지
- 사랑의 만화경 (SBS) - 존 (페리 킹)
- 귀여운 도둑 (KBS) - 찰리(마이클 케인)
- 라스트 모히칸 (KBS)
- 로마의 휴일 (KBS) - 브래들리 (그레고리 펙)
- 로마 제국의 멸망(KBS) - 리비우스(스티븐 보이드)
- 로스트 (KBS) - 잭의 아버지 (존 테리)
- 별들의 고향 - 문호 (신성일)
- 블루문 특급 (KBS)
- 비련의 신부 (KBS) - 아버지
- 사랑의 경주(KBS) - 브루스터 베이커(케니 로저스)
- 슈퍼맨 (1985년 더빙판) (KBS)
- 슈퍼맨 2 (1986년 더빙판) (KBS)
- 스파이더맨 (KBS) - 스록컴 장군 (스탠리 앤더슨)
- 십계 (KBS) 특선 시리즈 - 이드로
- 오멘, 최후의 심판 (SBS) - 드칼로 신부 (로자노 브레지)
- 오멘 3 - 드칼로
- 오픈 유어 아이즈 (KBS) - 뒤베르봐
- 용형마교 (SBS) - 사부(석견)
- 의천도룡기 (KBS) - 백미응왕(소만림) / 해설
- 의혹 (KBS) - 샌디 (라울 줄리아)
- 정무문 (KBS) - 곽사부
- 젊은 사자들 (KBS) - 하덴브르그(맥시밀리안 쉘)
- 제니의 초상 (KBS) - 애덤즈(조셉 거튼)
- 제이콥의 거짓말 (KBS) - 프랭크프루터
- 지옥의 묵시록 (1990년 더빙판) (KBS)
- 천녀유혼 (MBC) - 연적하 (우마)
- 천녀유혼 2 (SBS) - 연적하 (우마)
- 측천무후 (SBS) - 태종 황제(이세민)
- 카틴 (KBS) - 폽포프 (세르게이 가르마시)
- 콰이강의 다리 (KBS) - 셰어스 소령 (윌리엄 홀든)
- 크로커다일 던디 2 (KBS)
- 클라라의 결혼식 (KBS) - 게르하르트 (디트리치 마타우슈)
- 클레오파트라 (KBS) - 마르쿠스 안토니우스(리처드 버턴)
- 파이널 디씨전 (KBS) - 화이트 장관(렌 카리오)
- 화중선 (SBS) - 연적하(우마)
- 후박사의 모험 (KBS) 시리즈물 - 마스터
- A 특공대 (KBS) 시리즈물 - 한니발(초반)(조지 페퍼드)
- V (KBS) 시리즈물 - 마이크 도노반 (2기)
- 007 유어 아이스 온리 (KBS)

### 나레이션
- 개국 (KBS) - 해설
- 용의 눈물 (KBS) - 해설
- 왕과 비 (KBS) - 해설
- 야인시대 (SBS) - 해설
- 일말의 순정 (KBS) - 해설
- 장길산 (SBS) - 해설
- 북만벌, 칼을 가는 나그네 - 백야 김좌진 장군 (SBS) - 해설
- 뷰티풀 라이프 (SBS) - 해설

### 인형극
- 소년삼국지 (KBS) - 해설
- 명탐정 짱구 (KBS) - 칼 선장
- 소년삼국지 (KBS) - 장소, 사마의, 손침

### 애니메이션
- 고스트 바둑왕 (KBS) - 조남운 9단
- 보물섬 (MBC) - 실버
- 삼국지 (MBC) - 유비
- 쌍둥이 줄루줄리 (SBS)
- 우주선장 율리시즈 (KBS) - 율리시즈
- 요술천사 꽃분이 (MBC)
- 태풍소년 (KBS) - 킬러

### 광고
- 공익광고협의회 (부끄러운 말, 새천년 새한국)
- 신영와코루 (비너스쿨브라)
- 삼성물산 (카디날, 골덴텍스월드베스트)
- 청호나이스 (청호정수기)
- 바로크가구
- 에바스화장품 3웨이케이크(성우:권희덕)
- 삼성중공업
- 보루네오가구 모니카
- 동아오츠카 (포카리스웨트)
- 롯데제과 (임페리얼드림, 포칸)
- 현대정공
- 대호 (대호그룹)
- 홍익출판 (여자에게)
- 유한킴벌리 스카티
- 금강제화 (르느와르)
- 경남모직 (K앙고라텍스로얄, 로얄)
- 라미화장품 (라피네, 이사벨)
- 삼양식품 (수타면)
- 쥬리아화장품 (타게트)
- 서전안경 (서전안경테 가격인하)
- 오리온
- 기아자동차 (봉고프런티어, 카니발, 엔터프라이즈, 크레도스, 크레도스2, 포텐샤, 기아자동차카드, 프레지오 등)
- 한국GM (로얄프린스, 맵시나, 맵시나하이디럭스, 신형프린스1500, 프린스1900, 프린스2000, 르망 등)
- 현대자동차 (그레이스, 스텔라, 프레스토, 현대트럭, 그랜저 XG 등)
- LF
- 좋은사람들 (보디가드, 옥황상제)
- 경동주택건설
- 현대건설 하이페리온
- 금호타이어 (세렉스, 뉴세렉스)
- 삼성전자 (애니콜, 크로이처, 명품플러스원, 바이오TV명품 등)
- 하이트진로 (VIP, 샤또몽블르, 하이트맥주 등)
- SWC (롤라이, 돌체)
- 남양유업 (스텝엄선, 스텝리전드, 남양호프, 스텝엄선프리미엄 등)
- 한미약품 알로에마인
- 효성T&C
- 유한양행
- 슈페리어 카운테스마라
- ABC마트
- 경동나비엔
- 장기신용은행 장은신용카드
- 아프로만컴퓨터
- 국제상사 팬텀
- 호텔파라곤 파라곤웨딩프라자
- 송월타월 샤보렌포모스